# Дидим
Дидим (на турски: Didim, Yenihisar) е град и околия във вилает Айдън, Турция. Площта ѝ е 424 km2, а населението ѝ е 85 055 души (2018). Дидим е популярен курорт на брега на Егейско море на 123 km от град Айдън и на ок. 200 км южно от Измир.

## История
Дидим е построен на мястото на древногръцкия град Дидима, известен със светилището с оракул на бог Аполон в Йония. Има най-добре запазените големи постройки от Античността.
Днешният град Дидим е построен след земетресението от 1955 г.

## Състав
В околия Дидим има 14 махали.

## Образование
В околията има 4 детски градини, 13 основни училища, 11 средни училища, 7 гимназии, 1 обществен образователен център, 1 център за професионално обучение и 1 център за наука и изкуство към Министерството на народната просвета.